# Абсолютный чемпионат России по борьбе 2017
Абсолютный чемпионат России по вольной и греко-римской борьбе 2017 года прошёл в Воронеже 25 ноября. В соревнованиях приняли участие около 80 борцов.

## Медалисты

### Вольная борьба
| Весовая категория | Золото          | Серебро          | Бронза                        |
| ----------------- | --------------- | ---------------- | ----------------------------- |
| до 97 кг          | Батрадз Газзаев | Магомед Ханапиев | Степан Баев Сергей Шмелёв     |
| до 125 кг         | Билял Махов     | Алан Хугаев      | Зелимхан Хизриев Хасан Хубаев |
| абсолютная        | Билял Махов     | Батрадз Газзаев  |                               |

### Греко-римская борьба
| Весовая категория | Золото             | Серебро          | Бронза                         |
| ----------------- | ------------------ | ---------------- | ------------------------------ |
| до 98 кг          | Кантемир Магомедов | Никита Мельников | Ахмед Мусаев Данила Сотников   |
| до 130 кг         | Алексей Гришин     | Нохчо Лабазанов  | Зураби Гедехаури Лом-Али Акаев |
| абсолютная        | Кантемир Магомедов | Алексей Гришин   |                                |